# 장윤순
장윤순(張允淳, 1976년 11월 6일~2023년 9월 20일)은 대한민국의 정치인이다. 충청남도 논산시 출신으로 제9대 경기도 김포시의원(2022. 7.~2023. 8.)을 지냈다.

## 학력
- 서울공업고등학교 졸업
- ~2005 서울산업대학교 산업정보시스템공학과 학사 졸업

## 경력
- 더불어민주당 박상혁 국회의원 선임비서관
- 더불어민주당 경기도당 김포시 을 지역위원회 청년위원장
- 대통령 직속 김포시 민주평화통일자문회의 자문위원
- 한강신도시연합회 운영위원
- 더불어민주당 경기도당 청년부대변인
- 더불어민주당 경기도당 김포시 발전특별위원회 위원장
- 푸른솔초등학교 학교운영위원회 운영위원
- 더불어민주당 경기도당 김포시 을 지역위원회 사무국장
- 2022.07~2023.09 제9대 경기도 김포시의회 의원
- 2022.07~2023.09 제9대 경기도 김포시의회 전반기 도시환경위원회 위원
- 2022.07~2023.09 제9대 경기도 김포시의회 전반기 예산결산특별위원회 위원장

## 사망
장윤순 의원은 2023년 9월 19일에 자신의 아내에게 미안하다는 내용이 담긴 문자 메시지를 보내고 실종되었다. 그는 9월 18일에 더불어민주당 소속 김포시의원 6명, 김포시의회 직원들과 함께 2박 3일 일정으로 제주도 연수를 갔다가 9월 19일에 혼자서 김포시에 돌아온 것으로 전해졌다. 경찰은 9월 20일에 김포시 구래동에 위치한 건물 앞길에서 장윤순의 시체를 발견하고 그가 건물 위에서 뛰어내린 것으로 추정했다.

## 역대 선거 결과
| 실시년도 | 선거      | 대수 | 직책   | 선거구                 | 정당         | 득표수   | 득표율          | 순위 | 당락 | 비고           |
| -------- | --------- | ---- | ------ | ---------------------- | ------------ | -------- | --------------- | ---- | ---- | -------------- |
| 2022년   | 지방 선거 | 9대  | 시의원 | 경기 김포시(라 선거구) | 더불어민주당 | 14,456표 | \| \| 32.08% \| | 1위  |      | 초선, 민선 8기 |
|          | 32.08%    |      |        |                        |              |          |                 |      |      |                |